# GANGSTA.
『GANGSTA.』（ギャングスタ）は、コースケによる日本の漫画作品。『月刊コミック@バンチ』（新潮社）にて、2011年3月号（創刊号）より連載中。2018年6月号以降は『月刊コミックバンチ』の誌名で連載し、同誌が最終号を迎えた後は『コミックバンチKai』へ移籍が発表されている。
2014年7月にアニメ化が発表された。また同年8月から翌2015年6月にかけて、アニメと同じ声優によるドラマCDが全5巻で発売。2015年7月より9月までアニメが放送された。

## ストーリー
マフィア・売春婦・汚職警官…。あらゆる悪行がはびこる犯罪都市・エルガストルム。その街で汚れ仕事を請け負い生きるウォリックとニコラスはある日請け負った新興組織壊滅の依頼で、組織によって売春を強要され暴力を振るわれていたアレックスという名の女性と出会い、殲滅という依頼にも関わらず彼女を助け便利屋に引き取る。アレックスは電話番として居候する内、ウォリックとニコラスの抱えているものに気付き、興味を抱くようになる。
ウォリックとニコラスが共有する複雑な過去。人々に差別され、恐れられる「黄昏種（トワイライツ）」と呼ばれる者たち。過去と秘密が明らかになっていく中で便利屋は黄昏種に対する差別の激化と虐殺、マフィア間の抗争に巻き込まれていく。

## 登場キャラクター
声優はドラマCD・テレビアニメのもの。

### 便利屋
どこの組織にも属さない「中立」の立場だが、過去の経緯からモンロー・ファミリーとその系列、警察とのつながりが強い。受ける依頼はマフィア組織の壊滅から猫探しまで、範囲は広い。
ウォリック・アルカンジェロ
声 - 諏訪部順一、村瀬歩（少年期）
主人公。35歳、身長182センチメートル。ニコラスの相棒にして契約主。便利屋の「営業担当」。
上司でありながらも、部下のニコラスのことは「友人」と強調しており、主従関係となる言動を避けている一方で「アルカンジェロ一家惨殺事件」の主犯として複雑な心情を抱いている。日常はヘラヘラとした優男を装っているが、過去を含めてその本心はほとんど明かさない。
便利屋を営んでいる一方、週末である金曜日はジゴロとして客を取っている。14歳のころには娼館で働いていた。
左目は少年期のとある事件によって眼球を失っており、黒い眼帯で隠されている。武器として拳銃を使用し、本人は「扱いが下手」と言っているが、チンピラ相手であれば複数名を倒すだけの技量がある。
超記憶症候群であり、あらゆる情報を吸収し絶対に忘れないために「ストレイジ」という愛称を持っている。この能力のために「他の組織に裏切られた際、全ての情報を奪われる危険性」を危惧されダニエル・モンロー以外はウォリックを組織に近づけない。その存在の危険性、重要性はニコラスより上とも言われている。
本名はウォレスであり、ウェストゲートの権力者であったアルカンジェロ家の次男。ウォリックと名乗り始めた時期は不明。妾腹であったために周囲から疎まれ、友人もなく孤独だった。実父からは日常的に虐待を受けていた。13歳のとき、ニコラスが自身の護衛役として付けられた。ニコラスが聾者であることを知り最初は反感を覚えるが、自分と同じく虐待を受けていることを知り、親近感を覚えるようになった。実父から凄惨な虐待を受ける現場をニコラスが目撃、アルカンジェロ一家惨殺事件の引き金となる。
その後の経緯は不明ながらニコラスと共にエルガストルム入りした後は本編までの20数年間をエルガストルムで過ごす。14歳にはビッグママの娼館で働き始め、20歳ごろにはモンロー・ファミリーにニコラスと共に所属していた。組を離脱して便利屋を立ち上げた時期と経緯は不明。
ニコラス・ブラウン
声 - 津田健次郎、花江夏樹（少年期）
準主人公。34歳、身長169センチメートル。ウォリックの相棒にして従者。アジア系。常に腰に日本刀を挿しており、幼いころから得物として戦闘で使用している。便利屋の荒事を主に担当する。便利屋の食事当番は、彼がまともに調理ができず包丁で指を切るばかりでウォリックが担当している。
A/0級の「黄昏種（トワイライツ）」であり、その代償として聴力を失っているために手話や読唇術で相手とのコミュニケーションを取る。話すことはできるが、聴覚性の構音障害のため発声は安定せず、本人も疲れるからと面倒臭がってあまり喋ろうとはしない。
従者とはいえ日常的にはウォリックに対して横柄な言動も見せるが、時折発せられる「命令」に対しては素直に服従する。ウォリックとは一見すると対等な友人のような態度で接しているが、一緒に食事をすることはほとんど無いなど、一線を引いていることが見受けられる。ウォリックは普段は愛称である「ニック」と呼ぶが、他の登場人物がこの愛称で呼ぶことはない。原作コミックではウォリックが「ニコラス」と呼ぶときには主従関係を示す特別な含みがあるが、アニメでは特に区別されていない。日頃から表情を変えたり自身の心情を吐露することがあまりなく、戦闘以外のことについては面倒くさがりで厭世的ですらある。暇なときは階下にこもって筋トレをするか、二階の窓際で読書をしており物静かであるが、強敵相手には非常に好戦的である上に己の傷を全く顧みずに無茶をするので生傷が絶えない。
また周囲から一様に止めるよう言われているセレブレの過剰摂取（オーバードーズ）を頻繁に行っている。ニコラスの級はセレブレの過剰摂取によって身体能力を無理矢理高めた上で格上を倒して奪い取った物であり、本来なら精々がB/5級止まりとされ、そのことを指してガラハッドから「偽者（フェイカー）」とも呼ばれている。
幼少期から父親の傭兵隊に所属し、傭兵隊がアルカンジェロ家に雇われた際ウォレスの護衛となる。当時は読み書きもできなかったが、ウォレスから文字や手話を教わるうちに友情が深まり、ウォレスから貰った本を大事にするなど情緒表現も徐々に豊かになっていった。ウォレスが金と引き換えに引き取り、それ以来ウォレスの従者となる。
12歳で「アルカンジェロ一家惨殺事件」を起こす。その後の経緯は不明ながらウォリックと共にエルガストルム入りした。14歳で「モンロー邸襲撃事件」を起こす。当時はC/3級。17歳でエルガストルム警察に指名手配される。当時はC/0級。19歳ごろにはモンロー・ファミリーにウォリックと共に所属していた。当時はB/5級。
作者であるコースケ曰く、中華系タイ人とアメリカ人のハーフをイメージしてニコラスを作ったとのこと。
アレックス・ベネデット
声 - 能登麻美子
ヒロイン。褐色の肌の元娼婦の女性。24歳、身長167センチメートル。かつては古参マフィアの縄張りを荒らす新興組織に飼われており、禁止区域での売春を強要されていた。その組織を壊滅させるように依頼を受けたウォリックとニコラスが「戦利品」として引き取り、便利屋での電話番として便利屋に居候している。家事全般や配達の手伝いなど簡単な仕事も行っている。寝るときは、ウォリックとソファーとベッドを交代で使っている。
美しい歌声を持ち、ウォリックの紹介でクリスチアーノ・ファミリーの娼館「Bastard」で歌を披露しており、それ以降度々、歌を披露している。
娼婦を大人しくさせるために使われるドラッグ「TB（トアブ）」を投与されていたため、幻覚症状や記憶障害を起こしていたが徐々に回復しつつあり、それにより忘れていた自分の過去や弟の存在を思い出しつつある。
戻っている記憶によれば、イーストゲート出身で、少女時代に母は死亡しており、その死には黄昏種が関与していた模様。母の死後酒に溺れた父に代わって幼い弟と一家の生活を支えるため、新興組織に騙されてエルガストルム入りし、娼婦として使われていた。
便利屋に引き取られるきっかけとなった新興組織の壊滅より以前に、瀕死のニコラスと邂逅しているような描写がある。
ベロニカ
かつて便利屋でニコラスとウォリックと同居していた黄昏種の女性。
現在はビッグママの娼館に預けられているが、自力で起き上がれないほど衰弱しており、「もう長くはない」。
右腕を切断されて失っており、ヨエルは「（ニコラスが）殺しかけた」と言っている。だが、チャドは「ベロニカと同じにしてしまう前に（アレックスを便利屋から）追い出せ」と話している。また、セレブレの過剰摂取を行うニコラスに対してジーナが「ベロニカと同じになりたいか」と語っているため、セレブレの過剰摂取を行っていた模様。

### 中央警察署捜査一課
四大父の機嫌を損ねないように常に中立であることを意識して行っている。
チャド・アトキンス
声 - 金尾哲夫
男性。56歳、身長176センチメートル。階級は警部。喫煙家。便利屋を署に連れてくるため、署内では変わり者として扱われている。古参マフィアからの新興組織壊滅の便利屋への依頼を仲介するなど、必ずしも正義の刑事とは言えないが彼なりの信念を持つ。三原則のことを昔から毛嫌いしており、自分の前でその話をしないようにコーディに釘を刺している。
便利屋の2人がエルガストルムに住み着いた少年時代から陰ながら世話を焼いており、もっとも付き合いが長い。少年時代のウォリックは、チャドに対してニコラスに対する複雑な心情を吐露しており、便利屋の過去やウォリックの生母の消息を把握している。
コーディ・バルフォア
声 - 石川界人
チャドの部下の男性。26歳、身長179センチメートル。常識的な人間であり、周囲に振り回され気味。長らくニコラスのことを無口だと思っていたが、手話を行う姿を見たことでチャドに確認をとって知った。
ニコラスに名前を覚えてもらえておらず、言うことをまともに聞いてすら貰えていない。

### テオ医院
街の小さな医院。黄昏種用の各種薬品も裏ルートで手に入れた薬剤から自主精製した上で廉価で提供しており、貧困層の黄昏種にとってなくてはならない存在となっている。
テオ
声 - 三上哲
31歳、身長189センチメートル。腕はいいが喧嘩っ早く口も悪い性格。エルガストルムで唯一黄昏種を差別しない医者で、ニコラスも彼には頭が上がらない。左手の薬指と小指を失っている。
アルカンジェロ一家惨殺事件後、左目を負傷したウォレスをニコラスが担ぎ込んだ病院で2人に出会っており、登場人物の中では便利屋との付き合いがもっとも長い人物の一人。
黄昏種用の新薬の研究も独自に行っており、ニコラスがその被験体となる条件で便利屋の診察料は無料となっている。
ニナ
声 - 悠木碧
12歳、身長141センチメートル。医院の看護士。幼いながらも縫合などの処置は行うことができる。テオとの血縁はない。
純真かつ心優しい少女で、ニコラスを「ニコ」と呼んで慕っており彼へのコミュニケーション手段として手話も使え、ニコラスも彼女に優しさを見せる。

### 四大父（よんだいふ）
エルガストルムを牛耳る4大勢力で、モンロー、クリスチアーノ、コルシュカの3つのマフィア組織と黄昏種傭兵組合（ギルド）の頭から構成される。彼らの勢力の均衡により、街は束の間の平和を保っている。

#### モンロー組（モンロー・ファミリー）
古参のマフィアグループでエルガストルムでも最大の勢力を誇る。ギルドに属さない黄昏種の援助と商業を仕切る。
ダニエル・モンロー
声 - 宝亀克寿
61歳、身長178センチメートル。モンロー・ファミリーの総代。若いころは「ガンスリンガ・ダニー」と呼ばれた名の知れた銃の名手であり、今も腕前は健在。常に余裕ある態度を崩さない男であり、構成員たちの敬意を集める存在。便利屋にも慕われている。
周囲からは黄昏種擁護派と目されていたが、ある事件以降はウラノス・コルシュカから「盟友」と呼ばれる関係になっている。
デリコ
声 - 橋詰知久
26歳、身長172センチメートル。生年月日は1983年12月19日でA型。D/0級黄昏種で代償は不明。。ストイックな性格でダニエルに忠誠を誓い慕っている。能力の低さがコンプレックスとなっている。右目が黄味がかった茶、左目が青のオッドアイ。孤児院で育っており、11歳の時に「孤児院襲撃事件」で妹のエリカを失った。
ヤン
声 - 前野智昭
26歳、身長179センチメートル。茶目っ気のある性格。デリコと同じ孤児院の出身で、幼少期からデリコの兄貴分。ダニエルに忠誠を誓い慕っている。健常者であるが黄昏種を差別しない。近接戦闘に秀でており、低級であれば黄昏種相手にも互角の戦いができる。
マイルズ・マイヤー
声 - 小山剛志
54歳、身長191センチメートル。ダニエルとの付き合いは長く、補佐役を務める。
ディエゴ・モンテス
声 - 上田燿司
男性。29歳、177センチメートル<ref。ウォリックやニコラスの兄貴分。
イヴァン・グラジエフ
声 - 桐本琢也
32歳、身長184センチメートル。他人を揶揄するような言動が多い。モンロー・ファミリーの一員ではあるが裏でウラノス・コルシュカと繋がり、「促成狩猟者（インスタント）」を使役して黄昏種の連続大量殺害事件や「Bastard襲撃事件」を画策するなどの敵対行動を密かに行っている。

#### クリスチアーノ組（クリスチアーノ・ファミリー）
古参のマフィアグループ。実質的にはモンロー・ファミリーの傘下。黄昏種の生命維持に必要な「セレブレ」の流通を担っている。
ロレッタ・クリスチアーノ・アモーディオ
声 - 植田佳奈
少女。14歳。身長154センチメートル。先代の父を亡くし、若くして当主を襲名した少女。年相応の可愛らしい一面も持つが有事には誇り高き当主として振る舞い組員に慕われている。
母は先代当主が惚れ込んだ元娼婦であり、娼館「Bastard」の初代歌姫であったが、TBの幻覚に苦しめられ自殺している。
マルコ・アドリアーノ
声 - 櫻井孝宏
男性。29歳。身長181センチメートル。クリスチアーノ・ファミリーの幹部。右耳から顔にかけて大きな傷のある青年。思慮深く穏やかな人物で、ガラハッドと共にロレッタのよき補佐役。コンスタンスと交際中であり、彼女から託された指輪を何より大事にしている。
かつて「第二駆逐隊（フタロイ・エスニーミツ）」に所属していた元「狩猟者（ハンター）」で、得物はワイヤー。スピンオフ作品「GANGSTA:CURSED. EP_MARCO ADRIANO」の主人公。
ガラハッド・ウーフー
声 - 稲田徹
男性。39歳。身長198センチメートル。A/0級黄昏種で代償は不明。得物は両手に嵌めたナックル。クリスチアーノ・ファミリーの幹部。パウルクレイ・ギルドからロレッタの補佐・護衛役として派遣されている（契約主はクリスチアーノ・ファミリー）。ドレッドヘアが特徴の、豪快で気のいい男。黄昏種としては恵まれた（=長生きの）部類に入る。
ニコラスのことを「ブラウンさん」と呼ぶなど、見た目の無骨さに似合わず礼儀正しい。

#### コルシュカ組（コルシュカ・ファミリー）
古参のマフィアグループ。武器取引と風俗を手掛けている。
ウラノス・コルシュカ
声 - 梅津秀行
61歳、身長173センチメートル。コルシュカ・ファミリーのボスで、頑健な壮年男性。イヴァンを使役してモンローを殺害しようと画策したりしている。黄昏種を心底から嫌悪しており、部下が黄昏種を使役することも許さない。彼の息がかかった娼館や組織には「反黄昏種（アンチ・トワイライツ）」が集まりやすい。
「第三駆逐隊（トレーチィ・エスミーニツ）」をエルガストルムに招き入れ、使役している。
ジョージアナ
声 - 横尾まり
「ビッグママ」と呼ばれる女性。コルシュカ・ファミリーの幹部で娼館「PUSSY」の店主。反黄昏種派のコルシュカ・ファミリーにありながら黄昏種を「ただの薬害患者」とし、差別しない人物。娼館の一室にベロニカを匿っている。
ベルナルド
男性。
スヴェトラーナ
子供2人を連れている人物。
ヴィクトル
男性。

#### 黄昏種傭兵組合（パウルクレイ・ギルド）
黄昏種を各用途に合わせ派遣する組合。ジーナの父であるS/0級黄昏種アドルフ・パウルクレイによって設立された。それまで、黄昏種は奴隷制に近い状態で健常者に使役されていたが、組合に所属することにより黄昏種にも一定の立場が与えられることになった。
ジーナ・パウルクレイ
声 - 榊原良子
48歳（？）、身長184センチメートル。級、代償、得物は不明。組合のリーダー。黄昏種を束ねる長に相応しく凄まじい気迫を持ち、秩序の維持のためにはあらゆる荒っぽい手段をも辞さない。
ダグ
声 - 吉野裕行
21歳、身長143センチメートル。生年月日は1985年7月24日でO型。A/0級黄昏種。得物はククリナイフ。代償として肉体の成長を失っているため12歳程度の少年の外見。同室で慕っているガラハッドを真似たドレッドヘアが特徴。イーストゲート出身の「はぐれ」で、16歳の時にエルガストルムに収容された。
好戦的な性格で常に強い者との闘いを望んでおり、面白半分でダニエル・モンロー殺害の依頼を受けてデリコ及びニコラスと交戦した。途中でジーナの制止＆制裁を受けて水入りとなった。
第三駆逐隊がエルガストムで活動を開始した際、警察への報告に向う途中でコルトに襲撃され致命傷を負い、ガラハッドにタグを託して死亡した。遺言記録の宛先はガラハッドになっており、その中で自らの寿命が25歳くらいまでであると告知されていたこと、できるならガラハッドに看取ってもらいたいという希望を伝えていた。死んだ父親と同じウェストゲート出身のニコラスとはその後仲良くなっていたようで、記録の立会人はニコラスが務めていた。
ジンジャー
声 - 小松未可子
17歳、身長163センチメートル。A型。S/5級黄昏種で代償および得物は不明（素手および銃を使用）。赤毛にメガネの女性。ジーナとはベッドを共にする仲で、ジーナの秘書に近い。普段は赤面症でおどおどした喋り方をするが、ジーナに敵意を向ける者に対しては豹変し冷厳な殺意を向ける。
健常者の目では追えないほどの速い動きと高い戦闘力を持っており、Bastard襲撃事件ではエリカを瞬時に制圧、駆逐隊のギルド襲撃時もコルトの初撃を封じている。

### 狩猟者（ハンター）

#### 促成狩猟者（インスタント）
エリカ
声 - 嶋村侑
女性。24歳。身長164センチメートル。得物は白鞘の剣。代償および級は不明だが、A/0級黄昏種と互角以上に戦うだけの戦闘力を持つ。孤児院襲撃事件で拉致されたデリコの妹で、拉致当時9歳。デリコとは瓜二つで両目が青だが、双子ではなく2つ下の妹。無表情で最小限の言葉しか喋らないが、当時は無邪気な少女だった。
凄惨な生体実験により精神が崩壊しており、イヴァンに手籠めにされているが本人は理解していない。額への口づけが「この上ないご褒美」だが、それは、幸福だった少女時代の兄デリコとのおぼろげな記憶によるもの。
ミハイル
声 - 種﨑敦美
10歳、身長138センチメートル。靴に仕込んだ錘の他は素手で戦う。見かけも言動もただの子どもだが、恐ろしいまでの怪力の持ち主で、エリカ同様A/0級と互角以上の戦闘力を持つ。
黄昏種のタグを収集することを愉しんでおり、常にエリカと行動し彼女に深く依存していたが、ニコラスに足の腱を切られて動けなくなったために見捨てられ、完全に精神崩壊した。

#### 第三駆逐隊（トレーチィ・エスミーニツ）
ストライカー
声 - 関智一
銀髪の長身の男性。左腕に刺青を入れている。29歳。身長194センチメートル。第二駆逐隊の生き残りで、得物は旋棍(トンファー)。怪力の持ち主で鉄扉を容易く粉砕する。非常に短気で横暴な性格だが、ベレッタには逆らわない。スパスのことも認めて気を許していただけに、黄昏種擁護派に寝返ったスパス（マルコ）に対して復讐心を燃やしている。
スパスとは過去に交わした約束があり、戻ってくる気がないならその場で殺してもらおうとするも叶わなかった。
ベレッタ
声 - 大原さやか
女性。28歳。身長175センチメートル。第二駆逐隊の生き残りで、得物は刃の付いた長鞭。妖艶でサディスティックな女性。
シグ
声 - 井澤詩織
女性。16歳。身長165センチメートル。得物は戦斧(バトルアックス)。ツインテールが特徴の少女でいつもロリポップを口にくわえている。パウルクレイ・ギルドをコルトと共に襲撃する。戦斧によって簡単に人を両断する。
コルト
声 - 粕谷雄太
男性。13歳。身長159センチメートル。得物はナックルダスターに剃刀が付いたような武器。パウルクレイ・ギルド襲撃の道中でダグに遭遇し、彼に致命傷を負わせ殺害する。
ガラハッドによって廃屋の中に突き落とされており、ハウゼン、アーサー、ランスロに囲まれるもエミリオの放った爆弾に乗じて脱出する。
エミリオ・ベネデット
声 - 間島淳司、村中知（少年期）
男性。19歳。身長166センチメートル。遠隔操作での爆破を担当。アレックスの生き別れた弟で、姉の捜索でエルガストルムに入るためにコルシュカの下に参戦する。他の駆逐隊メンバーと異なり、超人的な戦闘力を持っている描写は作中にはない。
「スプラッタは苦手」であり、駆逐隊による殺戮後の光景は正視できない。過去に家族を崩壊させた黄昏種を「化物」と嫌悪しているが、エルガストルムで普通に生活している黄昏種を目の当たりにして混乱している。
命令とはいえ、ストライカーとベレッタが切り落としたコンスタンスの腕が入ったバッグをバスタードの店の前に持っていっている。

#### 第二駆逐隊（フタロイ・エスミーニツ）
当時14歳のストライカーと13歳のベレッタも所属。
スパス
当時14歳、身長161センチメートル。かつてのマルコ・アドリアーノのコードネーム。15年前は命令に忠実な少年であった。当時から得物はワイヤーであり、グローブをはめていた。
黄昏種を駆逐していく中で化け物である彼らを身を呈して庇う健常者達の姿を見続けたことで自らの行動の意味が分からなくなり、どちらが化け物か分からないという思いについて考え、悩んでいる。現在はマーベリック達と袂を別ち脱退している。
マーベリック
当時18歳、身長165センチメートル。得物は剣。エスミーニツの中心的な存在の女性。スパスを可愛がっており、彼に黄昏種が悪魔や化け物だと教え込んだ人物でもある。幻覚を見ており、男性が彼女だけに見えている。
スパスによって殺される。
ミニミ
当時16歳、身長167センチメートル。顔半分に火傷を負っている少年。両腕に装備した小型火炎放射器で対象を焼き殺す。近接武器としてカランビットナイフも所持。

### その他
ヨエル・ラヴォー
声 - 磯辺万沙子
76歳、身長154センチメートル。エルガストルムで一つしか無い煙草屋の主人。孫のコニーと違い、愛想はあまり無く口も悪いが、内心では娼婦だったころのアレックスを心配するなど優しさを持つ。得意料理はナヴァラン。
15年前の第二駆逐隊による襲撃の巻き添えでコニーの両親である息子夫婦を失っており、マルコのことを完全に許していない。
コンスタンス・ラヴォー
声 - 小清水亜美
25歳、身長162センチメートル。ヨエルの孫で、武器屋を経営している。愛称はコニー。ショートカットの快活な女性。マルコと交際中であり彼に「必ず帰ってくる呪い」と称して指輪を預けている。
コルトとシグによるパウルクレイ・ギルド襲撃の裏で、ベレッタに拉致され、ストライカーによる凄惨な拷問を受けた。
ドメニコ・アルカンジェロ
声 - 遊佐浩二
ウォレスの実父で当時のアルカンジェロ家当主。酒乱の気があり、ウォレスに対して執拗なまでの虐待を行っていた。アルカンジェロ一家惨殺事件でニコラスに殺害される。
ミシェル・アルカンジェロ
ウォリックの腹違いの兄でアルカンジェロ家の長男。母クラリッサとともにアルカンジェロ一家惨殺事件でニコラスに殺害される。
ガストン・ブラウン
声 - 大畑伸太郎
ニコラスの実父でウェストゲート傭兵隊の隊長。「はぐれ」の娼婦にニコラスを産ませ、後に母親である娼婦を殺害。年頃になったらエルガストルムで高く売るつもりであったが、セレブレ中毒が進行し戦闘後の負傷で弱っているニコラスを「不要」として、ウォレスの金と引き換えに見捨てた。

### 小説版の登場人物
ソフィア
黄昏種の女性。
ダリオ
男性。
ヨハン
黄昏種の男性。ソフィアの兄。

## 用語
エルガストルム
本作の舞台となる犯罪都市。元々は黄昏種を隔離するための収容施設の名称であったが、黄昏種の増加に伴い施設が飽和、国内の重犯罪者も収容されるようになり監獄都市と化していった。東西統一戦争の難民も流入し、現在の多人種構成となる。
四方を東西南北のゲート市によって囲まれており、各ゲート市には傭兵団などが駐留している。市内で暴動が発生した際は各ゲート市の駐留部隊が政府軍と協力して鎮圧にあたる。市の境界はあまり厳重には管理されていないが、黄昏種の生命維持に必要なセレブレが市外では流通しておらず、脱走しても衰弱するか、各ゲート市で捕捉、処分される。
Ergastulumとは「刑務所」を意味するラテン語で、ローマ時代、反抗的な奴隷を収容するための部屋をこう呼んだ。

黄昏種（トワイライツ）
作中に登場する特殊な能力を持った人間の通称で、ドッグタグ（黄昏種識別票）の着用が義務付けされていることから「タグ付き」とも呼ばれ、通常の人間である健常者（ノーマル）と区別される。生体強化薬「セレブレ」を投与された兵士を祖先に持ち、大戦の負の遺産という出自とその異常な身体能力により疎まれ、健常者からは「人間以下のけだもの」として長年虐げられている。差別は根強く、黄昏種に対して大なり小なり差別を示さない健常者の方が少ないため、エルガストルム市内においても黄昏種が表通りを歩くことは憚られている。
男女どちらかが黄昏種である場合に産まれ、母系の遺伝的影響が強く出る傾向がある。極めて高い身体能力を持っているが、同時に「代償」と呼ばれる身体的な欠陥を持つ。代償の程度は身体能力には必ずしも比例していない。
代償の影響、および薬物の遺伝的影響とその症状緩和のために毒性の高いセレブレを摂取し続けなければならず、寿命が極端に短い。中年まで生きていると「長生き」と見なされるほどの短命であり、その短命さを皮肉り「黄昏」と呼ばれている。
「三原則」と呼ばれる原則が施行されており、黄昏種はその原則を守らなければならない。また健常者の「契約主」に従属するか、あるいは黄昏種傭兵組合に所属することで最低限の身分保証を得られる。
「はぐれ」
エルガストルム市外に存在する黄昏種の総称。「はぐれ」は発見次第エルガストルムに収容され、政府の管理下に置かれる。法的にセレブレの使用・流通が禁止され、黄昏種の管理が強化される前は、健常者と黄昏種の混血の「はぐれ」が多かったとされる。

ドッグタグ（黄昏種識別票）
出生時あるいはエルガストルムへの収容時に政府が発行している、黄昏種にとっての唯一の身分証明書。2枚1組で、カテゴリー昇格がない限りは再発行されない。一般市民へのセレブレの流通は法律で禁止されているため、正規品を購入する際にはタグの提示が義務付けられている。
タグにはICチップが埋め込まれており、政府はこれを介して黄昏種のバイタルや、危険とみなした黄昏種の監視も行っている。長時間バイタルが消失すると死亡とみなされ、個人情報の一切が抹消されるなど常に監視・管理され、公的にも人権は保障されていない。
主に上級の黄昏種同士が闘争を行う際には、（威嚇や無用の争いを避ける目的で）互いのドッグタグを提示し合う、「掲げ」と呼ばれる儀式を行う。
サイレンサー付のタグには小型の音声記録媒体が搭載されており、遺言記録として使用される。
表面
氏名、生年月日、血液型、所属組織が記録されている。表面の個人情報については、自身の出生情報を知らない場合、適当な情報で記載されていることもある。
裏面
黄昏種の級（カテゴリー）がアルファベットと数字によって刻印されている。
黄昏種のカテゴリー
能力が低い順から「D→C→B→A→S」の「級(カテゴリー)」と「5→4→3→2→1→0」の数の組み合わせで格付けされている。「D/5級」や「D/4級」程度だと通常の人間（ノーマル）とさほど大差ないとされる。
B級以上が「上級（ハイ・カテゴリー）」とされ、それ以下は「低級（ロー）」と呼ばれることもある。「A/0級」や「S/5級」ともなるとかなりの高位とされ、基本的にそれに見合った能力を持つ。
黄昏種を一定以上殺害するか、それと同等の力を持つと判断されると昇格する。ガラハッド曰く「単純に腕っぷしで決まる」。
原作コミックとアニメとの違い
- 原作コミックのタグの解説ではGPS機能については触れられていないが、アニメDVD/Blu-Rayの特典解説では「GPS機能付き」となっている。
- タグは、原作コミックでは黄昏種用も健常者の傭兵用のものも形状が同じであるが、アニメでは意図的に形状を変えており、少年期の「はぐれ」時代のニコラスは四角いタグをつけている。

セレブレ（黄昏種用投与剤）
東西統一戦争時に、西軍が兵士の身体能力を増強するため開発、投与した薬物。投与された兵士に幻覚や重度の依存症が見られたため、戦争終了後使用が禁止された。その後、遺伝的な後遺症が発覚し、黄昏種は隔離されることになった。
遺伝性の症状緩和のため、黄昏種は日常的にセレブレを摂取しなければ禁断症状が発生し生命維持ができないが、過剰摂取による副作用でも死に至る可能性がある。
セレブレ自体が重度の毒性を持つ薬剤であり、いずれにしても摂取によって寿命を縮めてしまう。
促進剤（アッパー）
「代償」で低下した生命維持に関わる機能を活性化させ、身体能力を爆発的に高める。過剰摂取により、痛覚麻痺や躁状態などの副作用を起こす。
抑制剤（ダウナー）
促成剤により活性化された機能を鎮静化させ、身体への負担を減らす。過剰摂取により、意識混濁や倦怠感などの副作用が生じる。
形状
錠剤（ピル）
一般的に流通している形態。代償の軽重や体質によって日常の服用量は個人で異なる。
緊急インジェクタ
禁断症状を起こした場合などに大腿部などに打って使用する。瀕死の重傷者などに対して、苦痛の緩和のために抑制剤が投与されることもある。錠剤より高濃度に設定されているため即効性があるが非常に高価。
抑制弾
暴動時の黄昏種鎮圧などの目的で使用される。拳銃から発射されるため攻撃力も高い。インジェクタと同等の濃度で設定されているため、大量に被弾すると最悪の場合死に至る。法定濃度は1.5倍だが、ジーナの持つ抑制弾は濃度が規定の3倍。
三原則
- 第一条 - 黄昏種はその意思で、人間に危害を加えてはならない。またその危惧を看過することによって、人間に危害を及ぼし、全ての均衡を崩してはならない。
- 第二条 - 黄昏種は人間に与えられた命令に服従しなければならない。ただし与えられた命令が第一条に反するときはこの限りではない。
- 第三条 - 黄昏種は、前褐第一条及び、第二条を反するおそれのない限り、自己を守らなければならない。

※内容としては｢ロボット工学三原則の｢ロボット｣を｢黄昏種｣に読み替えたモノと言える。
狩猟者（ハンター）
黄昏種を「狩る」集団で、黄昏種同等の高い身体能力を持つ。特殊な戦闘能力を持たない一般の健常者が徒党を組んで黄昏種を襲撃することもあるが、この場合は単に「反黄昏種派(アンチ・トワイライツ)」と呼ばれ、狩猟者とは区別されている。
促成狩猟者（インスタント）
黄昏種を養成した狩猟者。「促成」とは名ばかりで長期の投薬と過酷な訓練により精神が崩壊している。エリカとミハイルが最後の生き残り。エリカは15年前、孤児院襲撃事件を偽装した大規模検体収集作戦において拉致され、狩猟者に仕立てられた。
- エリカ、ミハイルについては、アニメのキャラクター紹介ページでは「健常者」とされているが、原作コミックでは『黄昏種（けだもの）に黄昏種（けだもの）を喰わせる』となっており、二人とも黄昏種である。

駆逐隊（エスニーミツ）
抗セレブレ体質の健常者からなる狩猟者の集団。黄昏種を制圧することの出来る希少な存在であるため、多くは反黄昏種派によって隔離・教育され、黄昏種を劣等存在として憎悪する観念を刷り込まれた上で、その「駆除」の尖兵として使役される。
第三駆逐隊（トレーチィ・エスミーニツ）
第二駆逐隊の生き残り（ストライカー、ベレッタ）に新しいメンバーを加えて、ウラノス・コルシュカによって再編成、参集された。
第二駆逐隊（フタロイ・エスミーニツ）
15年前エルガストルムを襲撃し黄昏種駆逐の名のもとに大量虐殺を起こした部隊。健常者にも甚大な被害を出し、その後解体された。スピンオフ作品「GANGSTA:CURSED. EP_MARCO ADRIANO」は第二駆逐隊時代のスパス（マルコ）を主人公とする物語。
抗セレブレ体質
ごく稀に、セレブレを摂取してもその毒性の影響を受けない体質の健常者が存在し、彼らの多くは狩猟者として養成される。駆逐隊のメンバーは基本的に抗セレブレ体質だが、エミリオについては不明。
TB（トアブ）
アレックスとロレッタの母に投与されていたドラッグ。投与されると記憶・意識障害や睡眠障害といった副作用がある。持続性は高いが毒性は少なく依存性も低いが、薬物の成分が薄れ始めると強烈な幻覚症状を起こしそこから逃れるために依存症になったり自殺する者が多い。
- 英語の「pill」は丸薬（錠剤）の一般名称。原作コミック内では「ピル」と表記され、娼婦に与えられていることから経口避妊薬を想起させるが、その効果についての明記はない。

## 書籍情報
- コースケ『GANGSTA.』新潮社〈BUNCH COMICS〉、既刊8巻（2018年5月9日現在）
  1. 2011年7月8日発売、ISBN 978-4-10-771625-5
  2. 2012年1月7日発売、ISBN 978-4-10-771646-0
  3. 2012年7月9日発売、ISBN 978-4-10-771667-5
  4. 2013年2月9日発売、ISBN 978-4-10-771694-1
  5. 2013年10月9日発売、ISBN 978-4-10-771719-1
    - 「GST:」ブックレット32P&スティックマーカー付き限定版（同日発売）、ISBN 978-4-10-771720-7

  6. 2014年7月9日発売、ISBN 978-4-10-771754-2
    - ドラマCD付き限定版（同日発売）、ISBN 978-4-10-771755-9

  7. 2015年7月9日発売、ISBN 978-4-10-771826-6
    - マスキングテープ付き限定版（同日発売）、ISBN 978-4-10-771827-3

  8. 2018年5月9日発売、ISBN 978-4-10-772081-8

## ドラマCD
フロンティアワークスより全5巻で発売。当初は全3巻予定だったが、2015年1月に2巻分が追加されることが発表された。なおこれとは別に原作単行本第6巻限定版にもドラマCDが添付される。
第6巻は2015年11月25日、第7巻は2016年1月27日の発売予定となっていたが、制作上の都合により発売延期となった。その後2016年1月31日に行われたイベントにて第6巻は3月、第7巻は5月に発売すると発表があり予定通り発売された。
| 巻数 | 発売日         | 規格品番 |
| ---- | -------------- | -------- |
| I    | 2014年8月27日  | FFCC-44  |
| II   | 2014年10月29日 | FFCC-45  |
| III  | 2014年12月24日 | FFCC-46  |
| IV   | 2015年4月29日  | FFCC-47  |
| V    | 2015年6月24日  | FFCC-56  |
| VI   | 2016年3月23日  | FFCC-63  |
| VII  | 2016年5月25日  | FFCC-64  |

## テレビアニメ
2015年7月より9月まで朝日放送、TOKYO MX、テレビ愛知、BS11にて放送された。
第9話翌週にスペシャル番組『9.5』を放送。ナレーションは橋詰知久。
ニコラスを始めとした劇中人物が本編中に手話などで「会話」している部分については、画面下部にテロップをインサートする形式で表示している。表示する箇所はテレビ放送と配信では若干差異があり、基本的に下記のような仕様になっている。なお、手話は東京都聴覚障害者連盟の協力と監修を得て、日本語の手話で動画している。テレビ放送・ネット配信では、字幕は必要最小限に留め、周りの人間が読み取って台詞を口にしている時や、受け答えで概ね意味が判る部分は無字幕。バンダイチャンネル配信版では、「日本語字幕版」と称して原作同様、総てのキャラクターセリフに字幕を挿入。
本作品の放送終了と同時期の2015年9月末、制作のマングローブが経営破綻したため、事実上本作品が最後の制作作品となった。この影響により、Blu-ray・DVDの発売が第2巻を以って中断し、2017年に発売再開された。

### スタッフ
- 原作 - コースケ
- 監督 - 村瀬修功
- シリーズディレクター - 初見浩一
- シリーズ構成 - 猪爪慎一
- キャラクターデザイン・総作画監督 - 植田羊一
- 美術設定 - 久保田正宏
- 美術監督 - 甲斐政俊
- 色彩設計 - 斎藤裕子
- プロップデザイン - 常木志伸
- 撮影監督 - 長田雄一郎
- 編集 - 長坂智樹
- 音響監督 - 長崎行男
- 音楽 - TSUTCHIE
- 音楽制作 - ランティス
- プロデューサー - 遠藤直子、小岐須泰世、堀隼人、大久保隆一、森菜摘、白石容子、塩谷佳之、西出将之
- アニメーションプロデューサー - 河内山隆、石田健二郎
- アニメーション制作 - マングローブ
- 製作 - GANGSTA.製作委員会（バンダイビジュアル、博報堂DYメディアパートナーズ、新潮社、ランティス、フロンティアワークス、ダックスプロダクション、TOKYO MX、朝日放送）

### 主題歌
オープニングテーマ「Renegade」
Created by STEREO DIVE FOUNDATION
エンディングテーマ「夜の国」
作詞・歌 - Annabel / 作曲・編曲 - R・O・N
挿入歌「with You featuring ALEX BENEDETTO」（第8話）
作詞・歌 - 柳田久美子 / 作曲・編曲 - TSUTCHIE

### CD
『GANGSTA.』Original Soundtrack “SIGNS”
2015年10月7日発売 2枚組（収録時間124分）
レーベル - ランティス / ASIN - B0119RMCMQ / EAN - 4540774904181

### 各話リスト
| 話数   | サブタイトル      | 脚本     | 絵コンテ                     | 演出                | 作画監督                                                                               |
| ------ | ----------------- | -------- | ---------------------------- | ------------------- | -------------------------------------------------------------------------------------- |
| Act.01 | NAUGHTY BOYS      | 猪爪慎一 | 村瀬修功                     | 初見浩一 朝木幸彦   | 植田羊一、小園菜穂、北山修一                                                           |
| Act.02 | HUNDEMARKEN       | 木村暢   | 初見浩一                     | 有田周平 初見浩一   | 植田羊一、飯島弘也、宮西多麻子 飯飼一幸、杉谷光一、北山修一                            |
| Act.03 | ERGASTULUM        | 猪爪慎一 | さとう陽                     | さとう陽            | 小畑賢、永吉隆志                                                                       |
| Act.04 | NONCONFORMIST     | 猪爪慎一 | 安彦英二                     | 安彦英二            | 岡崎洋美、竹田逸子、服部憲知 田寄雅郁、北村晋哉                                        |
| Act.05 | SANCTIONS         | 木村暢   | さとう陽                     | 鈴木薫              | ふくだのりゆき、中森晃太郎                                                             |
| Act.06 | THORN             | 高木聖子 | 初見浩一                     | 永居慎平            | 小園菜穂、宮西多麻子 飯飼一幸、岡崎洋美                                                |
| Act.07 | BIRTH             | 猪爪慎一 | 芦野芳晴                     | 福岡大生            | 荒尾英幸、北村晋哉、北山修一 宮西多麻子、岡崎洋美                                      |
| Act.08 | EVENING DRESS     | 木村暢   | 大塩万次郎                   | 久藤瞬              | 竹田逸子、岡崎洋美、飯飼一幸 杉谷光一、北村晋哉                                        |
| Act.09 | SIBLINGS          | 高木聖子 | 大橋誉志光                   | 小野田雄亮          | 飯島弘也、小園菜穂、田寄雅郁 沓澤洋子、山村俊了                                        |
| Act.10 | LAND OF CONFUSION | 猪爪慎一 | 鈴木薫                       | 鈴木薫              | 北村晋哉、小園菜穂、田寄雅郁 岡崎洋美、杉谷光一、飯飼一幸 出野喜則、袴田祐二、植田羊一 |
| Act.11 | ABSENCE           | 木村暢   | さとう陽                     | さとう陽 高山秀樹   | Ryu Hyeonjin、Hwang Yeongsik Park Hyeran、岡崎洋美                                     |
| Act.12 | ODDS AND ENDS     | 猪爪慎一 | 大橋誉志光 初見浩一 さとう陽 | 朝木幸彦 小野田雄亮 | 北村晋哉、小園菜穂、宮西多麻子 岡崎洋美、沓澤洋子、飯飼一幸 植田羊一、飯島弘也         |

### 放送局
| 放送期間                 | 放送時間                   | 放送局     | 対象地域   | 備考                                                           |
| ------------------------ | -------------------------- | ---------- | ---------- | -------------------------------------------------------------- |
| 2015年7月2日 - 9月24日   | 木曜 2:44 - 3:14(水曜深夜) | 朝日放送   | 近畿広域圏 | 製作委員会参加 / 『水曜アニメ〈水もん〉』第2部 「9.5」は未放送 |
| 2015年7月5日 - 9月27日   | 日曜 23:00 - 23:30         | TOKYO MX   | 東京都     | 製作委員会参加                                                 |
| 2015年7月6日 - 9月28日   | 月曜 2:35 - 3:05(日曜深夜) | テレビ愛知 | 愛知県     |                                                                |
| 2015年7月9日 - 10月1日   | 木曜 0:30 - 1:00(水曜深夜) | BS11       | 日本全域   | BS放送 / 『ANIME+』枠                                          |
| 2015年10月6日 - 12月22日 | 火曜 20:00 - 20:30         | AT-X       | 日本全域   | CS放送 / リピート放送あり                                      |

| 放送期間                | 放送時間               | 放送局             | 備考 |
| ----------------------- | ---------------------- | ------------------ | --- |
| 2015年7月9日 - 10月1日  | 木曜 23:30 - 金曜 0:00 | ニコニコ生放送     | アーカイブ配信なし / タイムシフト対応                                                                             |
|                         |                        | バンダイチャンネル | 無料ライブ配信 日本語字幕版を配信                                                                                 |
| 2015年7月10日 - 10月2日 | 金曜 12:00 更新        | バンダイチャンネル | 第1話無料、第2話以降有料 日本語字幕版、字幕なし版両方を配信 第2話以降は長さ2分35秒(内本編1分)のお試し版を無料配信 |
|                         |                        | GYAO!              | 第1話無料、第2話以降有料 第2話以降は長さ2分35秒(内本編1分)のお試し版を無料配信                                    |

### BD / DVD
第3巻以降は2015年11月26日より順次発売予定となっていたが、上述の理由で一時発売延期となっていた。
| 巻     | 発売日         | 収録話                  | 規格品番  | 規格品番  |
| 巻     | 発売日         | 収録話                  | BD        | DVD       |
| ------ | -------------- | ----------------------- | --------- | --------- |
| 1      | 2015年9月25日  | 第1話 - 第2話           | BCXA-0988 | BCBA-4693 |
| 2      | 2015年10月28日 | 第3話 - 第4話           | BCXA-0989 | BCBA-4694 |
| 3      | 2017年3月24日  | 第5話 - 第6話           | BCXA-0990 | BCBA-4695 |
| 4      | 2017年4月21日  | 第7話 - 第8話           | BCXA-0991 | BCBA-4696 |
| 5      | 2017年5月26日  | 第9話 - 第10話、第9.5話 | BCXA-0992 | BCBA-4697 |
| 6      | 2017年6月23日  | 第11話 - 第12話         | BCXA-0993 | BCBA-4698 |
| BD-BOX | 2017年6月23日  | 全12話、第9.5話         | BCXA-0994 |           |

| 朝日放送 水曜アニメ〈水もん〉 第2部 | 朝日放送 水曜アニメ〈水もん〉 第2部 | 朝日放送 水曜アニメ〈水もん〉 第2部    |
| 前番組                              | 番組名                              | 次番組                                 |
| ----------------------------------- | ----------------------------------- | -------------------------------------- |
| 放課後のプレアデス                  | GANGSTA.                            | Free!-Eternal Summer-（再放送）        |
| TOKYO MX 日曜 23:00枠               |                                     |                                        |
| ラブライブ!（第2期・再放送）        | GANGSTA.                            | コンクリート・レボルティオ〜超人幻想〜 |

## スピンオフ作品
GANGSTA：CURSED. EP_MARCO ADRIANO（ギャングスタ・カースド エピソード_マルコ・アドリアーノ）
『GoGoバンチ』（コミック@バンチ増刊）vol.3（2014年4月発売）に「プロローグ」を掲載し、vol.4（同年7月発売）からvol.21（2018年2月9日発売）まで連載。作画は鴨修平。
クリチスアーノ・ファミリーの構成員・マルコがかつて第二駆逐隊（フタロイ・エスミーニツ）に所属していた当時を描く。
新潮社〈BUNCH COMICS〉、全5巻
1. 2015年7月9日発売、ISBN 978-4-10-771828-0
2. 2016年1月9日発売、ISBN 978-4-10-771868-6
3. 2016年10月8日発売、ISBN 978-4-10-771923-2
4. 2017年6月9日発売、ISBN 978-4-10-771985-0
5. 2018年2月9日発売、ISBN 978-4-10-772080-1

GANGSTA.－オリジナルノベル－
河端ジュン一／著 コースケ／原作
オリジナルストーリーのノベライズ。コミック本編以前のエピソード。
新潮社〈新潮文庫nex〉、2015年8月1日発売、ISBN 978-4-10-180039-4